# Вајт Оук (Оклахома)
Вајт Оук (енгл. White Oak) насељено је место без административног статуса у америчкој савезној држави Оклахома.

## Демографија
По попису из 2010. године број становника је 263.
| Група             | 2000.    | 2010.       |
| Белци             | 0 (0,0%) | 129 (49,0%) |
| Афроамериканци    | 0 (0,0%) | 1 (0,4%)    |
| Азијати           | 0 (0,0%) | 1 (0,4%)    |
| Хиспаноамериканци | 0 (0,0%) | 5 (1,9%)    |
| Укупно            | 0        | 263         |